# 5-ニトロ-2-プロポキシアニリン
5-ニトロ-2-プロポキシアニリン(5-Nitro-2-propoxyaniline)またはP-4000は、スクロースの約4000倍の甘味を持ち、既知の物質の中で最も甘いものの1つである。橙色の固体で、水にわずかに溶ける。熱水や希酸中で安定である。この物質は、かつて人工甘味料として用いられてきたが、毒性を持つ可能性があるため、アメリカ合衆国では禁止された。
アメリカ合衆国では、検出可能なレベルの5-ニトロ-2-プロポキシアニリンを含む食品は、1950年1月19日に連邦官報で公表された命令(15 FR 321)違反だと見なされる。